# 앨리스, 달링
앨리스, 달링(Alice, Darling)은 미국에서 제작된 메리 나이 감독의 2022년 드라마, 스릴러 영화이다.

## 출연
- 애나 켄드릭
- 카니에티오 혼
- 운미 모사쿠